# バイエルン州

バイエルン自由州
Freistaat Bayern

Für Bayern（ドイツ語）
バイエルン賛歌

バイエルン自由州（バイエルンじゆうしゅう、標準ドイツ語・バイエルン語：Freistaat Bayern）は、ドイツ連邦共和国の連邦州のひとつで、ドイツの南部に位置する。日本語では通常バイエルン州と呼称される。州都はミュンヘンである。
BMWとアウディの本社がある。また、農業機械銀行の発祥地である。

## 州名
正式名称は「バイエルン自由州」、「バイエルン自由国」。“Bayern”は現代ドイツ語での発音は「バイアン」[baiɐn] ( 音声ファイル)、現地のバイエルン・オーストリア語では「バイヤン」[bajɐn] ( 音声ファイル)に近い。ただ、堅い文などでは、「r」を母音化させない昔ながらの舞台ドイツ語発音で「バイエルン」['baɪərn]と発音される事もある。
英語で「Bavaria」（バヴェアリア）、ラテン語では「Bavaria」（バウァリア）、イタリア語では「Baviera」（バヴィエーラ）、スペイン語では「Baviera」（バビエラ）と呼ばれる。なお、菓子の名称となっているバヴァロワ（bavarois）は「バイエルンの」という意味のフランス語の形容詞であり、「バイエルン」という地名そのもののフランス語形は「Bavière」（バヴィエール）である。

## 地理
ドイツでは最大の面積を有する州であり、スイス、チェコおよびオーストリアとの国境に位置する。南部はアルプス山脈（北部石灰岩アルプス）の山岳地帯となっており、夏は避暑、冬はスキーと多くの観光客が訪れる。
チェコのシュマヴァ国立公園に隣接する東部の森林地帯にバイエルンの森国立公園とバイエルンの森自然公園があり、主な樹種はオウシュウトウヒで、ヨーロッパブナ、ヨーロッパモミ、スズメノヤリ、クルマバソウなどの植物も生えている。一帯は1981年に「バイエルンの森生物圏保護区」としてユネスコの生物圏保護区に指定されたが、地元住民の不評により2007年に登録が解除となった。
現在のバイエルン州の領域は、ヴュルツブルクなどを中心とするフランケン地方、アウクスブルクを中心とするシュヴァーベン地方東部(バイエリッシュ・シュヴァーベン (Bayerisch-Schwaben) を含む。州内の7行政地区のなかでオーバーバイエルン地区、ニーダーバイエルン地区、オーバープファルツ地区を合わせた南部地域が、アルトバイエルン（古バイエルン、Altbayern）と呼ばれる歴史的に見た狭義のバイエルン地方である。バイエルン王国の時代からの領土のうち飛び地だったプファルツ地方は、1946年に周辺地域と統合されてラインラント＝プファルツ州の一部となった。

## 歴史
10世紀に神聖ローマ帝国によってバイエルン大公国（公国）が設けられて以後、帝国の滅亡までバイエルンは南ドイツの主要な領邦、さらに選帝侯領として影響力を保持し、帝国の滅亡後に近隣の領邦を併合してバイエルン王国が成立した。1872年のドイツ帝国成立後も、バイエルン王国は帝国の傘下で存続し続けた。現在のドイツ連邦共和国の連邦州としてのバイエルン州も、ほぼ旧バイエルン王国の領域を継承している。
バイエルンは12世紀以降、ドイツ革命で王制が廃止されるまで、ヴィッテルスバッハ家によって治められた。リヒャルト・ワーグナーを庇護し「狂王」と呼ばれたルートヴィヒ2世や、オーストリア皇帝フランツ・ヨーゼフ1世の皇后で「バイエルンの薔薇」と呼ばれたエリーザベトはヴィッテルスバッハ家の一員である。

## 政治

### 州議会

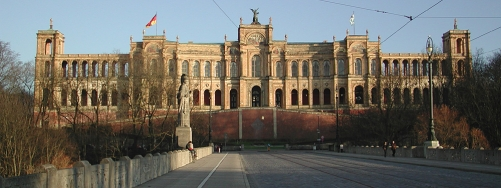
ミュンヘン市にある州議会議事堂（マクシミリアノイム）

州議会 (Landtag) は一院制で、議員は小選挙区比例代表併用制で選出される。2020年現在の議席数は205。2018年10月14日に行われた州議会選挙での、各党の「得票率／獲得議席数(前回2013年選挙からの増減)／議席占有率」は以下の通りである。
- キリスト教社会同盟 (CSU) 　37.2%／85議席(-16)／41.5%
- 同盟90/緑の党 (B90/G)　17.5%／38議席(+20)／18.5%
- 自由な有権者（ドイツ語版） (FW)　11.6%／27議席(+8)／13.2%
- ドイツのための選択肢 (AfD)　10.2%／22議席(+22)／10.7%
- ドイツ社会民主党 (SPD)　9.7%／22議席(-20)／10.7%
- 自由民主党 (FDP)　5.1%／11議席(+11)／5.4%

　――――――――――――――――――――――――――――――――――
- 左翼党 (Linke)　3.2%／0議席(±0)／0%

政治的に保守的な地域であり、保守政党であるCSUが戦後のほとんどの期間で州政府の与党である。なお、CSUはバイエルン州のみの地域政党であり、全国的な保守政党である姉妹政党のドイツキリスト教民主同盟 (CDU) はバイエルン州では活動していない。

### 歴代州首相
- 1918年-1919年: クルト・アイスナー (Kurt Eisner) USPD
- 1919年: マルティーン・ゼギッツ（ドイツ語版） (Martin Segitz) SPD
- 1919年-1920年: ヨハネス・ホフマン (Johannes Hoffmann) SPD
- 1920年-1921年: グスタフ・リッター・フォン・カール (Gustav Ritter von Kahr) 無所属
- 1921年-1922年: フーゴー・マックス・グラーフ・フォン・ウント・ツー・レルヒェンフェルト・アオフ・ケーフェリング・ウント・シェーンベルク (Hugo Max Graf von und zu Lerchenfeld auf Köfering und Schönberg) BVP
- 1922年-1924年: オイゲン・リッター・フォン・クニリング (Eugen Ritter von Knilling) 無所属
- 1924年-1933年: ハインリヒ・ヘルト (Heinrich Held) BVP
- 1933年-1942年: ルートヴィヒ・ジーヴェルト (Ludwig Siebert) NSDAP （官選）
- 1942年-1945年: パウル・ギースラー (Paul Giesler) NSDAP （官選）
- 1945年: フリッツ・シェファー（ドイツ語版） (Fritz Schäffer) CSU （占領軍総司令部選任）
- 1945年-1946年: ヴィルヘルム・ヘグナー（ドイツ語版） (Wilhelm Hoegner) SPD （占領軍総司令部選任）
- 1946年-1954年: ハンス・エーハルト（ドイツ語版） (Hans Ehard) CSU
- 1954年-1957年: ヴィルヘルム・ヘグナー（ドイツ語版） (Wilhelm Hoegner) SPD
- 1957年-1960年: ハンス・ザイデル（ドイツ語版） (Hanns Seidel) CSU
- 1960年-1962年: ハンス・エーハルト（ドイツ語版） (Hans Ehard) CSU
- 1962年-1978年: アルフォンス・ゴッペル（ドイツ語版） (Alfons Goppel) CSU
- 1978年-1988年: フランツ・ヨーゼフ・シュトラウス (Franz Josef Strauß) CSU
- 1988年-1993年: マックス・シュトライブル (Max Streibl) CSU
- 1993年-2007年: エドムント・シュトイバー (Edmund Stoiber) CSU
- 2007年-2008年: ギュンター・ベックシュタイン (Günther Beckstein) CSU
- 2008年-2018年: ホルスト・ゼーホーファー (Horst Seehofer) CSU
- 2018年- : マルクス・ゼーダー (Markus Söder) CSU

## 地方行政
バイエルンの州政府は、州内を7つの行政管区（県とも訳される）に分けて、その地域で州の権限に属する職務を執行すると共に、域内の地方自治体の活動を監督する。これらの行政管区は自治体ではなく、議会をもたない行政官庁である。また、バイエルン州は、他の15州とは異なり、この行政管区と管轄地域を同じくする郡市連合区(Bezirksverband)という地域団体が設けられている。郡市連合は、一定の自治権が与えられており、民選の議会をもって、主に文化活動や公衆衛生などを担当する。
州の下級行政単位（地方自治体）は、71の郡 (Landkreis) と、郡には属さない25の独立市 (Kreisfreie Stadt) からなる。そして郡の下には、大規模市 (Große Kreisstadt、28) 、市 (Stadt、261) 、市場町 (Markt、383) 、その他の町村 (1358) の4種に分類される基礎自治体（ゲマインデ）が属する。このうちの991のゲマインデは、非常に規模が小さく単独で適切な自治体運営ができないため、近隣自治体とともに自治体連合を結成している。独立市も含めた基礎自治体の総数は、2056である。それに加えて、215の基礎自治体未設置地区がある。

### 行政管区
行政管区と本部所在地。
- オーバーバイエルン行政管区 : ミュンヘン - 南部
- ニーダーバイエルン行政管区 : ランツフート - 南東部
- オーバープファルツ行政管区 : レーゲンスブルク - 中東部。トゥルン・ウント・タクシス家の居所がある。
- オーバーフランケン行政管区 : バイロイト - 北部
- ミッテルフランケン行政管区 : アンスバッハ - 中西部
- ウンターフランケン行政管区 : ヴュルツブルク - 北西部
- シュヴァーベン行政管区 : アウクスブルク - 南西部

### 郡
1. アイヒャッハ＝フリートベルク郡 (Landkreis Aichach-Friedberg)
2. アルトエッティング郡 (Landkreis Altötting)
3. アンベルク＝ズルツバッハ郡 (Landkreis Amberg-Sulzbach)
4. アンスバッハ郡 (Landkreis Ansbach)
5. アシャッフェンブルク郡 (Landkreis Aschaffenburg)
6. アウクスブルク郡 (Landkreis Augsburg)
7. バート・キッシンゲン郡 (Landkreis Bad Kissingen)
8. バート・テルツ＝ヴォルフラーツハウゼン郡 (Landkreis Bad Tölz-Wolfratshausen)
9. バンベルク郡 (Landkreis Bamberg)
10. バイロイト郡 (Landkreis Bayreuth)
11. ベルヒテスガーデナー・ラント郡 (Landkreis Berchtesgadener Land)
12. カーム郡 (Landkreis Cham)
13. コーブルク郡 (Landkreis Coburg)
14. ダッハウ郡 (Landkreis Dachau)
15. デッゲンドルフ郡 (Landkreis Deggendorf)
16. ディリンゲン郡 (Landkreis Dillingen)
17. ディンゴルフィング＝ランダウ郡 (Landkreis Dingolfing-Landau)
18. ドナウ＝リース郡 (Landkreis Donau-Ries)
19. エーバースベルク郡 (Landkreis Ebersberg)
20. アイヒシュテット郡 (Landkreis Eichstätt)
21. エルディング郡 (Landkreis Erding)
22. エアランゲン＝ヘーヒシュタット郡 (Landkreis Erlangen-Höchstadt)
23. フォルヒハイム郡 (Landkreis Forchheim)
24. フライジング郡 (Landkreis Freising)
25. フライウング＝グラーフェナウ郡 (Landkreis Freyung-Grafenau)
26. フュルステンフェルトブルック郡 (Landkreis Fürstenfeldbruck)
27. フュルト郡 (Landkreis Fürth)
28. ガルミッシュ＝パルテンキルヒェン郡 (Landkreis Garmisch-Partenkirchen)
29. ギュンツブルク郡 (Landkreis Günzburg)
30. ハースベルゲ郡 (Landkreis Haßberge)
31. ホーフ郡 (Landkreis Hof)
32. ケールハイム郡 (Landkreis Kelheim)
33. キッツィンゲン郡 (Landkreis Kitzingen)
34. クローナハ郡 (Landkreis Kronach)
35. クルムバッハ郡 (Landkreis Kulmbach)
36. ランツベルク郡 (Landkreis Landsberg)
37. ランツフート郡 (Landkreis Landshut)
38. リヒテンフェルス郡 (Landkreis Lichtenfels)
39. リンダウ郡 (Landkreis Lindau)
40. マイン＝シュペッサルト郡 (Landkreis Main-Spessart)
41. ミースバッハ郡 (Landkreis Miesbach)
42. ミルテンベルク郡 (Landkreis Miltenberg)
43. ミュールドルフ郡 (Landkreis Mühldorf)
44. ミュンヘン郡 (Landkreis München)
45. ノイブルク＝シュローベンハウゼン郡 (Landkreis Neuburg-Schrobenhausen)
46. ノイマルクト郡 (Landkreis Neumarkt)
47. ノイシュタット＝バート・ヴィンツハイム郡 (Landkreis Neustadt-Bad Windsheim)
48. ノイシュタット郡 (Landkreis Neustadt)
49. ノイ＝ウルム郡 (Landkreis Neu-Ulm)
50. ニュルンベルガー・ラント郡 (Landkreis Nürnberger Land)
51. オーバーアルゴイ郡 (Landkreis Oberallgäu)
52. オストアルゴイ郡 (Landkreis Ostallgäu)
53. パッサウ郡 (Landkreis Passau)
54. プファッフェンホーフェン郡 (Landkreis Pfaffenhofen)
55. レーゲン郡 (Landkreis Regen)
56. レーゲンスブルク郡 (Landkreis Regensburg)
57. レーン＝グラープフェルト郡 (Landkreis Rhön-Grabfeld)
58. ローゼンハイム郡 (Landkreis Rosenheim)
59. ロート郡 (Landkreis Roth)
60. ロッタル＝イン郡 (Landkreis Rottal-Inn)
61. シュヴァンドルフ郡 (Landkreis Schwandorf)
62. シュヴァインフルト郡 (Landkreis Schweinfurt)
63. シュタルンベルク郡 (Landkreis Starnberg)
64. シュトラウビング＝ボーゲン郡 (Landkreis Straubing-Bogen)
65. ティルシェンロイト郡 (Landkreis Tirschenreuth)
66. トラウンシュタイン郡 (Landkreis Traunstein)
67. ウンターアルゴイ郡 (Landkreis Unterallgäu)
68. ヴァイルハイム＝ショーンガウ郡 (Landkreis Weilheim-Schongau)
69. ヴァイセンブルク＝グンツェンハウゼン郡 (Landkreis Weißenburg-Gunzenhausen)
70. ヴンジーデル郡 (Landkreis Wunsiedel)
71. ヴュルツブルク郡 (Landkreis Würzburg)

### 独立市
都市名の前の記号は、自動車のナンバープレートに使用される都市コード。
- AM アンベルク (Amberg)
- AN アンスバッハ (Ansbach)
- AB アシャッフェンブルク (Aschaffenburg)
- A アウクスブルク (Augsburg)
- BA バンベルク (Bamberg)
- BT バイロイト (Bayreuth)
- CO コーブルク (Coburg)
- ER エアランゲン (Erlangen)
- FÜ フュルト (Fürth)
- HO ホーフ (Hof)
- IN インゴルシュタット (Ingolstadt)
- KF カウフボイレン (Kaufbeuren)
- KE ケンプテン (Kempten)
- LA ランツフート (Landshut)
- MM メミンゲン (Memmingen)
- M ミュンヘン (München)
- N ニュルンベルク (Nürnberg)
- PA パッサウ (Passau)
- R レーゲンスブルク (Regensburg)
- RO ローゼンハイム (Rosenheim)
- SC シュヴァーバッハ (Schwabach)
- SW シュヴァインフルト (Schweinfurt)
- SR シュトラウビング (Straubing)
- WEN ヴァイデン (Weiden)
- WÜ ヴュルツブルク (Würzburg)

## シンボル
- 州の大紋章
- 州の紋章（小）
- 州の旗（菱形）
- 州の旗（横縞）

## 住民
バイエルン人は独自のアイデンティティを有していると州外の者から言われ、彼らも自認している（「我々は『バイエルン自由共和国』である」と意識している）。地理的にオーストリアと近く、バイエルン王国とハプスブルク帝国のころから、歴史的にも文化的にもゆかりが深い。言語の上でも、バイエルンの大部分とオーストリアはともに上部ドイツ語のバイエルン・オーストリア語が用いられている。ドイツから独立するのではないかとしばしば言われており、第一次・第二次大戦後には実際にそうした動きもあった（第一次大戦後に成立し間もなく崩壊したバイエルン・レーテ共和国など。また、ミュンヘン一揆の背景もバイエルン総督フォン・カールによるヴィッテルスバッハ家復位とバイエルン独立の目論見にあった）。
2006年のFIFAワールドカップドイツ大会において6月24日にミュンヘンでドイツ代表がスウェーデン代表を破ったことを、同市民らが喜んだときに、アンゲラ・メルケル首相が「ミュンヘンの人が『ベルリン（決勝戦開催地）へ行こう!』と叫ぶのは、何か素晴らしいことだと思う」と発言したのも同州のドイツにおける独自のアイデンティティを踏まえてのことである。2014年、スコットランド独立に関する住民投票を契機にバイエルンでも住民投票を求める動きがあるが、憲法で認められていないとして却下されている。
2017年、国内最大の日刊紙ビルトとイギリスの調査会社YouGovがドイツ全土で行った「自分が住む州はドイツから独立すべきか」という世論調査に対し、バイエルン州民の3分の1が独立を支持している。オーストリア、リヒテンシュタイン、ルクセンブルク、3割強の他民族を含むがスイスなど、同民族同言語の独立国が現に周囲に多数存在していることや、その大部分がEUによって同一経済圏に入っていること、つまりドイツ民族は特に強固な統一国家の傘にまとまらなくても不自由がないのではないかという疑問がこうした意識に拍車をかけている。

### 宗教

#### キリスト教

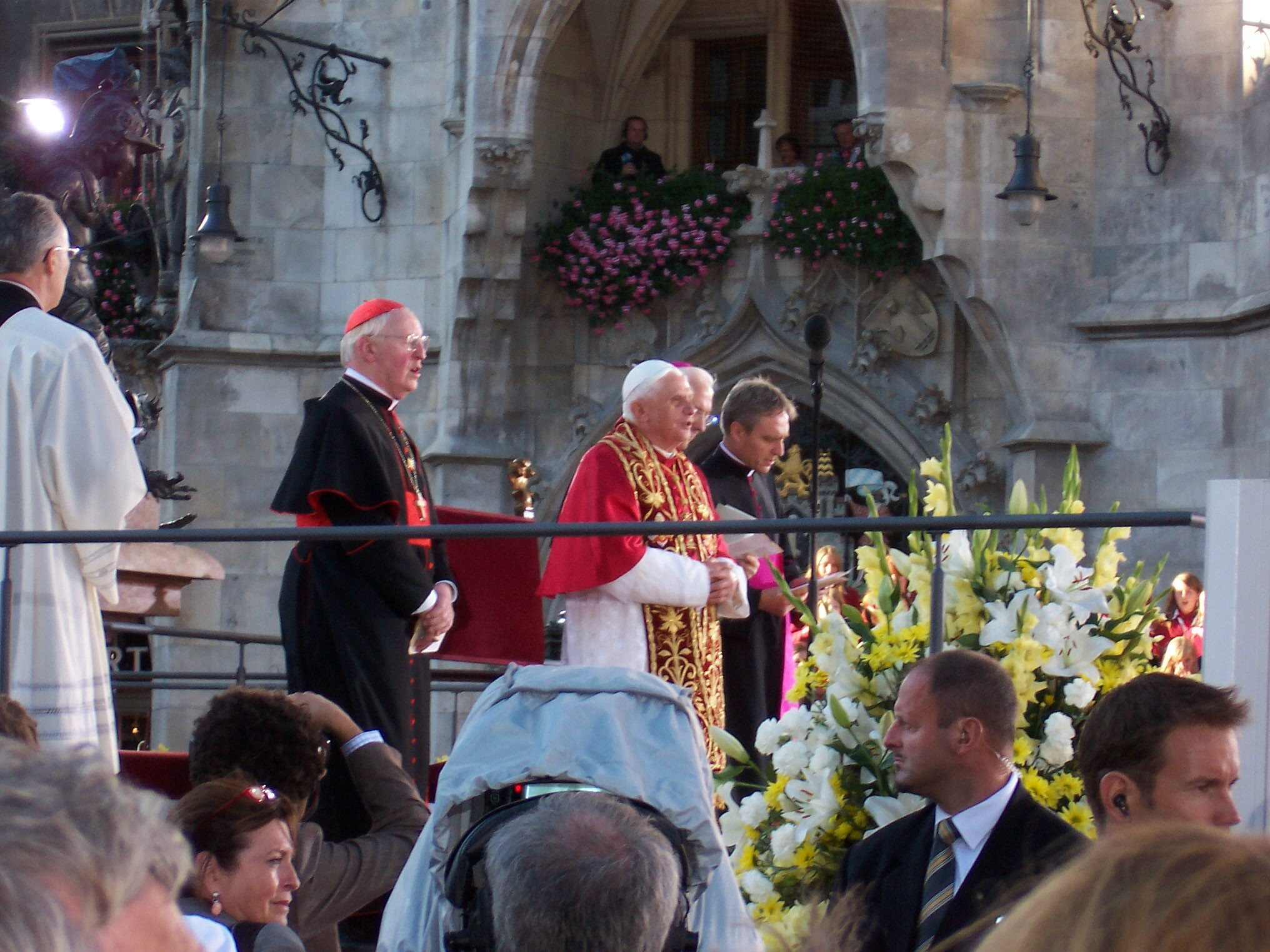
2006年9月9日、ミュンヘンのマリエンプラッツで「バイエルン賛歌」を歌うベネディクト16世。バイエルン州出身で、約950年ぶりのドイツ人のローマ教皇である。

バイエルン州はローマ・カトリック教会信徒の比率53,7 % (2011年現在)であり、ドイツにおいてカトリック教会信徒の多い地域の一つである。カトリック教会信徒の比率を比べると、ドイツにおいて最も比率が高いのは、同じカトリック圏のフランスおよびルクセンブルクとの国境地帯に位置するザールラント州の64,1 %であるが、バイエルン州はその次点である。政治的にもキリスト教民主同盟(CDU)の事実上のバイエルン支部であり、より保守的なキリスト教社会同盟(CSU)の牙城である（ただし、州都ミュンヘン市では全国政党のドイツ社会民主党(SPD)の勢力が強く、第二次世界大戦後から2014年までの6人の市長のうち5人は社会民主党から出ている）。
バイエルン州住民の20,8%はバイエルン福音ルター派教会の信徒である。
この二つの教派は一つの行政区域を越えて不均等な形態で分布している。アルトバイエルン（de:Altbayern）とウンターフランケン行政管区は、ローマ・カトリックが支配的であり、ミッテルフランケン行政管区とオーバーフランケン行政管区は福音主義が優勢である。アンスバッハ侯領とバイロイト侯領 (ブランデンブルク＝バイロイト辺境伯領)であった地域とバイエルン州内のかつての帝国自由都市の大部分(ニュルンベルク、ローテンブルク・オプ・デア・タウバー)はバイエルン福音ルター派教会が優勢な地域で、歴史的にも宗教改革の中心地であった。
ローマ・カトリック教会と福音主義教会への所属は最近減り続けている。信徒の減少傾向は他の州でも同様に起きている。バイエルン州政府はカトリック教会の年6500万ユーロ、福音主義教会に年2100万ユーロを補助金として一般会計から支出している。

#### バイエルン州住民の宗教帰属
|                    | 1840 * | 1900 * | 1933 * | 1950   | 1970   | 2006   | 2007   | 2010   | 2011   |
| ------------------ | ------ | ------ | ------ | ------ | ------ | ------ | ------ | ------ | ------ |
| ローマ・カトリック | 71,1 % | 70,5 % | 70,0 % | 71,9 % | 70,4 % | 57,2 % | 56,3 % | 54,4 % | 53,7 % |
| 福音主義           | 27,4 % | 28,3 % | 28,7 % | 26,5 % | 25,2 % | 21,3 % | 21,0 % | 20,4 % |        |
| イスラム教         | –      | –      | –      | –      | 0,9 %  | 2,2 %  |        |        |        |
| ユダヤ教           | 1,4 %  | 0,9 %  | 0,5 %  | 0,1 %  | 0,1 %  | 0,1 %  |        |        |        |
| 他の宗教 無宗教    | 0,1 %  | 0,3 %  | 0,8 %  | 1,5 %  | 3,4 %  | 19,2 % |        |        |        |

* Inklusive der Region Pfalz
上図の通り、バイエルン州におけるローマ・カトリック教会の影響力はかなり弱くなって来ている。バイエルン州においてドイツ福音主義教会(EKD)に加盟している州教会はバイエルン福音ルター派教会と福音主義改革派教会の二つである。なお、福音主義改革派教会に属する改革派教会は州内の都市部に6ヶ所あるに過ぎない。

## 名所・旧跡

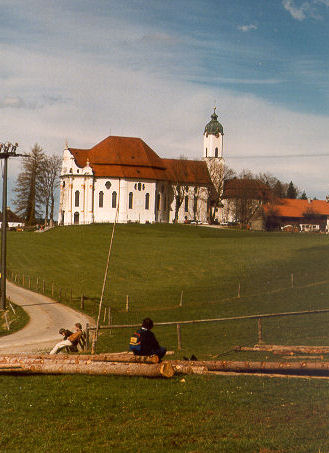
ヴィースの巡礼教会

### 世界遺産
- ヴュルツブルク司教館、その庭園群と広場（1981年登録）
- ヴィースの巡礼教会（1983年登録）
- バンベルク旧市街（1993年登録）
- ローマ帝国の国境線: リーメス（2005年登録）
- レーゲンスブルク旧市街（2006年登録）

### ロマンティック街道
ロマンティック街道が、この州を縦断する。街道沿いの街として有名なものには、以下がある（上掲の独立市を除く）。
- ローテンブルク
- ディンケルスビュール (Dinkelsbühl)
- ネルトリンゲン (Nördlingen)
- ドナウヴェルト
- フュッセン

### その他
- マルクトル・アム・イン (Marktl am Inn) - ローマ教皇ベネディクト16世の故郷
- ブルクハウゼン
- オーバーアマガウの受難劇

- ヨハニスブルク城（アシャッフェンブルク）
- ヴュルツブルク司教館
- バンベルク大聖堂
- フィアツェーンハイリゲン教会（バート・シュタッフェルシュタイン）
- バイロイト祝祭劇場
- ニュルンベルク城
- リーメス
- レーゲンスブルクの大聖堂と石橋
- ヴァルハラ神殿（レーゲンスブルク近郊）
- ケールハイムの解放記念堂
- パッサウ市街
- トラウスニッツ城（ランツフート）
- アウクスブルク市庁舎とペルラッハ塔
- 聖母教会（ミュンヘン）
- ヘレンキームゼー城
- リンダーホーフ城
- ホーエンシュヴァンガウ城
- ノイシュヴァンシュタイン城
- ヴィース教会
- ブルクハウゼン城
- ベルヒテスガーデン国立公園
- 旧製塩所（バート・ライヒェンハル）
- ラムザウの教会
- ヒンター湖（ラムザウ）